# Sam Sary
Pour les articles homonymes, voir Sary.
Sam Sary (6 mars 1917 – vers 1963) est un homme politique cambodgien.
Il est le fils de Sam Nhean, ministre dans plusieurs gouvernements des années 1940 et 1950.
Membre de différents cabinets ministériels, il participera, au début des années 1950, au processus qui amènera à l'indépendance du Cambodge et assistera en tant que négociateur à la conférence de Genève. Considéré comme proche des États-Unis, le refroidissement des relations entre Phnom Penh et Washington le conduiront progressivement mais inéluctablement dans l’opposition et, en 1959, à l’exil. Les circonstances de sa disparition, au début des années 1960, restent controversées.
Il est également connu pour être le père de Sam Rainsy, chef du parti du même nom qui est, depuis la fin des années 1990, le principal opposant au pouvoir de Phnom Penh.

## Contexte social et familial
Sam Sary nait en 1917 au sein d'une famille d'origine chinoise. Son père, Sam Nhean était mandarin du palais royal. Il dirigeait aussi le Parti populaire, un petit parti de droite qui n’avait jamais décrocher le moindre siège aux différentes élections cambodgiennes, mais fut quand même nommé plusieurs fois ministre du culte dans les années 1940; il côtoyait notamment les bonzes et dirigeants de Kampong Trabek, un district limitrophe du Vietnam et avec lesquels la famille a des liens de parenté.
Bien qu'issu d'une famille relativement privilégiée, Sam Sary grandit dans un pays pauvre. Il a 12 ans lorsque éclate la crise de 1929, qui deviendra pour les colonies françaises la « crise des produits de dessert » quelques années plus tard.
Sam Sary se marie à la veille de la Seconde Guerre mondiale, en 1939. Il épouse Neang In Em, née le 7 décembre 1914 et issue d'une famille de petits commerçants. Elle est la première femme cambodgienne bachelière et devient directrice du collège Norodom à Phnom Penh.
De cette union naquirent six enfants, dont Sam Rainsy.

## Carrière politique

### Études supérieures et études politiques (1939-1949)
Âgé de 22 ans, Sam Sary fait partie des premiers cambodgiens ayant obtenu une bourse pour suivre leurs études supérieures en France en 1939. Cependant il devra attendre 1946 pour pouvoir venir en métropole. La Seconde Guerre mondiale et la France occupée, mais aussi l'intervention japonaise au Cambodge ne lui permettent pas de suivre les enseignements universitaires français. Après une longue attente, le jour de son départ, il s'agenouille symboliquement devant son père, Sam Nhean, en signe de reconnaissance et pour en recevoir la bénédiction. Il s'agit en effet d'un long voyage, qui l'éloigne de sa famille et de son pays durant quatre années.
En France, il séjourne d'abord à la maison d'Indochine, boulevard Jourdan. Il déclarera ne guère s'être intéressé aux monuments de la capitale ni même avoir côtoyé les cercles étudiants cambodgiens alors proches des milieux marxistes. Il préfère fréquenter la bourgeoisie parisienne d'après-guerre, et il passera la plupart de ses après-midi dominicaux au domicile des Chaisemartin où il est invité tout au long de son cursus universitaire, à la suite d'une petite annonce parue dans Le Figaro. Il établit avec cette famille, notamment avec Léon Chaisemartin, une amitié durable, et les deux hommes poursuivront par la suite une correspondance suivie. Sam Sary déclarera plus tard y avoir cherché à connaitre les mœurs et coutumes françaises.
Malgré une entrée tardive dans l'année universitaire 1946, il trouve auprès de certains maîtres de conférences les encouragements et le soutien nécessaires à la réussite de ses études. Durant cette période il n'a guère l'occasion de revoir sa famille et seule sa femme peut faire le voyage jusqu'en France pour quelques courtes périodes.
Il est diplômé le 8 juillet 1949 dans la section Service Public à l’Institut d'études politiques de Paris; il obtiendra aussi un brevet au Centre de hautes études administratives et une licence à la faculté de droit de Paris le 7 octobre 1949. Dans le même temps, il effectuera un stage à la Banque de France et à l'académie de droit international de La Haye.

### Ascension politique et premiers engagements (1950-1953)
Il rentre au Cambodge, en 1950. Il est alors présenté au roi Sihanouk par Penn Nouth. Dans un courrier adressé à Léon Chaisemartin, qu'il appelait maintenant son « parrain de France », Sam Sary déclarera que le Roi et lui « se comprenaient ». Sihanouk de son côté dira qu'il cherchait alors un « patriote travailleur instruit efficace et accrocheur pour l'aider dans sa croisade royale pour l'indépendance ». Sam Sary fut perçu comme étant l'homme de la situation. Il trouvera le temps d'écrire, notamment sur le thème du Kampuchea Krom dont il conteste aux autorités françaises la décision, le 4 juin 1949, d'un transfert administratif à l'État associé du Viêt Nam. Sam Sary pensera pouvoir, plus tard, par les négociations faire revenir le Kampuchea Krom au sein du Cambodge.

### Prise de position pour l'indépendance du Cambodge (1953 - 1954)
Du 29 juillet 1953 au 22 novembre 1953, il est ministre de l’éducation et de la conférence. Durant cette période, où la France transférait, très progressivement, les compétences administratives en Indochine, en souhaitant garder le Cambodge dans l'Union française, Sam Sary, par ailleurs secrétaire de la commission franco-khmère chargée d’établir l’indépendance, manifestait une impatience et une volonté d'autonomie totale. Finalement, l'indépendance sera proclamée le 9 novembre 1953.
En 1954, Sam Sary est choisi comme l’un des représentants personnels (délégué spécial) du roi, Norodom Sihanouk, au sein de la délégation Cambodgienne à la conférence de Genève qui marque la fin de la guerre d'Indochine. Il se montre alors un habile négociateur. Certains lui attribue le crédit d’avoir pu maintenir l’intégrité du territoire et d’éviter que la guérilla communiste ne contrôle une partie de son pays,.

### Honneur et Gloire, au service de la couronne (1955)
Sam Sary revient à Phnom Penh en 1955, après les succès lors des négociations qui confirmèrent l'indépendance. Le 2 mars 1955, il est nommé avec Penn Nouth et Kim Tit au haut conseil de la couronne et devient un des biographes du prince.
Il est alors choisi par Norodom Sihanouk (redevenu prince), pour l’aider à constituer le Sangkum Reastr Niyum qui se présente comme un rassemblement populaire, et mener la campagne électorale. Il aurait notamment participé aux violences envers Keng Vannsak, une des figures du parti démocrate et qui conduiront à la mise à l’écart de l’opposant lors du scrutin.
Il devient, dans le premier gouvernement dirigé par ce mouvement politique (4 octobre 1955 – 5 janvier 1956), vice-président du conseil des ministres et ministre des affaires économique et financière, du plan et de l’éducation nationale.
En 1955, le premier concours de Miss Cambodge est organisé, et Sam Sary prend pour seconde femme, Tep Kanary miss Cambodge 1955-1956 qui intègre la maison des Sam. Elle sera rejointe par une autre concurrente du concours de beauté, Iv Eng Seng, un peu plus tard dans l'année.
Le Prince, devenu chef de l’État, laisse alors les bureaux de la présidence au conseil (le cabinet Oum Chheangsun dont fait aussi partie Sam Nhean, le père de Sam Sary, alors ministre des cultes et des beaux-arts), et les charges importantes, au vice-président, préférant travailler à Chamcar Monh, sa résidence privée. À cette époque la connivence entre les deux hommes est à son apogée.
En décembre 1955, Sam Sary devient secrétaire du Sangkum en remplacement de Sim Var.

### Période trouble (1956-1958)
En 1956, il se rend aux États-Unis où certains de ses détracteurs l’accuseront – sans pouvoir apporter de preuve -  de s’être faire embaucher par les services secrets américains,. Dans le même temps, le prince Norodom Sihanouk développe, vis-à-vis des gouvernements communistes (chinois notamment) une politique bienveillante qui met Sam Sary en porte-à-faux.
Affublé d’après ses contempteurs d’une personnalité « hautaine, sulfureuse et vindicative », Sam Sary se fit beaucoup d’ennemis. Ils ne tardèrent pas à se manifester, quand il se trouva compromis dans des affaires de trafic de licence d'importation et de contrebande de poivre et obtinrent que le roi le démette de ses fonctions ; il se retirera alors dans un monastère bouddhiste pendant plusieurs mois.
Ses divergences politiques avec le prince, s'accentuent progressivement, et finalement, Sam Sary annonce à sa famille qu'ils devront partir pour l'étranger. Nommé membre du conseil du roi à vie, il en sera pourtant écarté et devra accepter un poste d'ambassadeur. Il lui aurait été proposé Londres, Paris ou Washington, mais alors qu'il aurait indiqué sa préférence pour la France, sa « seconde patrie », il est nommé ambassadeur à Londres.
Il devra quitter précipitamment la capitale britannique après avoir été impliqué dans une affaire de maltraitance envers sa troisième concubine, Iv Eng Seng, officiellement employée en tant que soubrette de l'ambassade du Cambodge à Londres. Il affirmera à ce propos qu'il n'a fait que respecter les us de son pays en molestant son employée : « je l'ai corrigée en la frappant avec un fouet de chaine cambodgien. Je ne l'ai jamais frappé au visage, toujours dans le dos et sur les cuisses — Il s'agit d'une punition communément admise dans mon pays ». Et il précisera à la presse : « L'ambassade c'est le Cambodge à Londres ».
Obligé de rentrer au Cambodge, ses rapports avec Norodom Sihanouk se tendent encore.

### Entrée dans l'opposition (1958-1960)
Dès son retour à Phnom Penh, la reine Kossamak lui conseillait de ne pas se livrer à des activités politiques, mais il passa outre et s’engagea rapidement dans des attaques contre le prince, lui reprochant de l’avoir rappelé. Norodom Sihanouk était alors à l’étranger, mais son gouvernement engageait une campagne contre Sam Sary. Sa femme tenta de détourner les accusations portée contre son mari en affirmant à la reine que c’était en réalité elle qui avait battu la soubrette. Malheureusement, personne ne s’intéressait plus à Sam Sary et aucune revue ne publia la polémique. Il semble que c’est à ce moment qu’il chercha de l’aide à l’étranger afin de financer un parti d’opposition.
Il fonde le Rastrathipathey (Le peuple au pouvoir) un journal bilingue (franco-khmer) ouvertement critique vis-à-vis de la politique de clientélisme du chef de l’État et dont le premier numéro sort le 30 décembre 1958. Ses éditoriaux comportaient également des attaques pas forcément bien construites à l’égard de la Chine. Dans la mesure où sa source de financement était inconnue, il est communément admis qu’il était payé par les États-Unis. Quand Sihanouk fut de retour au Cambodge, il commença par ignorer la publication avant de la condamner lors d’un congrès national du Sangkum.
Après avoir demandé au roi à plusieurs reprises la permission de créer une formation politique et bien qu’il n’ait jamais reçu de réponse, il se décide, le 9 janvier 1959, à fonder un nouveau parti, le Rassemblement des Khmers démocrates, qui se positionne dans l’opposition de droite. Ce parti sera toutefois éphémère.

### Exil forcé
En effet, le 13 janvier 1959, dans un discours prononcé à Kompong Cham, Norodom Sihanouk révèle qu’il a eu connaissance d’un complot visant à le déposer, mis en place par le premier ministre thaïlandais Sarit Thanarat avec la complicité des services américains. Même s’il ne fut pas prouvé qu’il ait été nommément désigné, Sam Sary s’enfuyait au Vietnam une semaine plus tard.
Cette fuite précèdera de peu la motion votée par l’Assemblée nationale le 20 janvier 1959, demandant son arrestation.
Son domicile fut perquisitionné avant d’être confisqué et des sources gouvernementales affirmèrent y avoir trouvé des preuves de sa collusion avec le gouvernement thaïlandais ; ces preuves ne seront par contre jamais rendu publiques. Les membres de sa famille (femme, père, frère …) sont démis de leurs fonctions ou obligés de démissionner de leurs postes dans l’administration. Sa femme, un temps emprisonnée, est assignée à résidence avant d’être autorisée, en 1965, à quitter le pays avec ses enfants.
Après le Việt Nam, il rejoignit en Thaïlande, où il se plaça sous la protection du général Channa Samudvanja, le contact du gouvernement thaïlandais auprès de Son Ngoc Thanh, qui lui trouvait une maison à Bangkok près de la sienne.
S’ensuivra une alliance improbable avec d’autres dirigeants conservateurs et nationalistes tels Son Ngoc Thanh et Dap Chhuon, mais les trois hommes ne seront jamais proches et le nombre de leurs partisans au Cambodge restera insignifiant. Dans les années à venir, la vie de Sam Sary se partagea entre Bangkok, Vientiane et Saïgon sans que son influence politique ne fasse de réels progrès.
Le 31 août 1959, un attentat a lieu au palais royal qui tue trois personnes dont le prince Vakravan, directeur du protocole. Les noms de Sam Sary, Son Ngoc Thanh et Dap Chhuon sont évoqués dans la liste des commanditaires possibles de cette agression sans qu'aucune preuve tangible de leur implication ne soit jamais publiée,.
En 1960, pendant un séjour au Laos, il fait une demande d’asile politique à la France, qui la rejette, afin semble-t-il de ne pas froisser Norodom Sihanouk.
Alors que les dernières traces d'échanges privés entre Sam Sary et sa famille remontent à 1960, il aurait disparu vers 1963, dans des circonstances demeurées obscures :
- des opposants à Norodom Sihanouk prétendent qu'il aurait été victime de la police secrète du souverain[26].
- des milieux proches du monarque avancent qu'il aurait été exécuté par la CIA pour qui il aurait travaillé[27],[28].
- la famille de Sam Sary affirme détenir des preuves qu'il a été exécuté sous l'ordre de Son Ngoc Thanh avec qui il s'était allié mais dont il aurait voulu s'éloigner[2]
- Enfin, une dernière théorie voudrait qu'il ait succombé à une des maladies tropicales endémiques dans les zones où il s'était réfugié[29].